# Pédicellaire

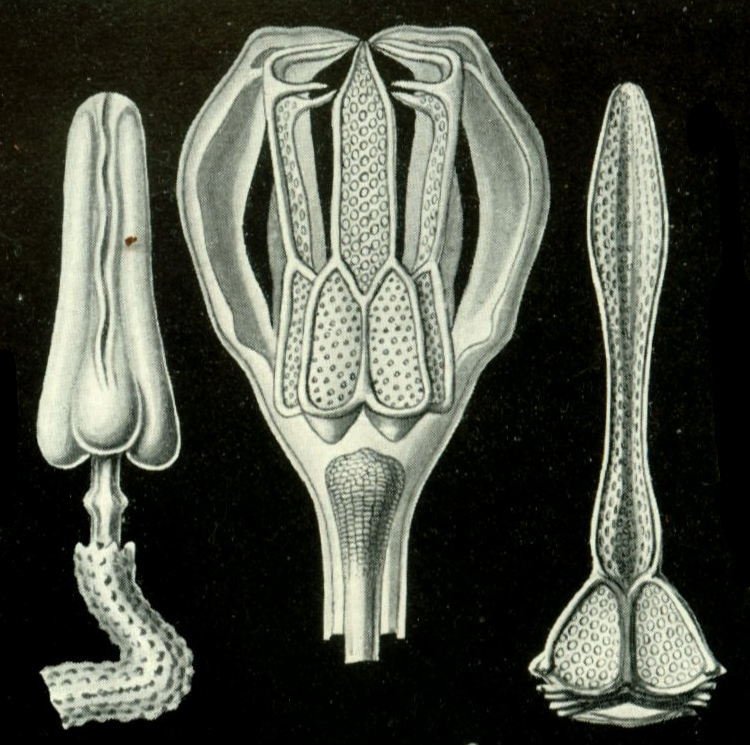
Trois pédicellaires d'oursins (Cidaris cidaris, Sphaerechinus granularis et Strongylocentrotus nudus).

Le pédicellaire (du latin scientifique pedicellus, « pédoncule ») est un petit organe de défense présent chez de nombreux échinodermes, notamment sur le tégument de nombreuses étoiles de mer et oursins. 
Ces organes, longtemps confondus avec les podia, ont été pris par les biologistes pour des polypes parasites jusqu'en 1841. 

## Description
Ce sont des excroissances charnues et parfois pédonculées présentes à la surface du corps de l'animal, généralement plus courtes que les podia (pieds ambulacraires). Elles sont supportées par une structure calcaire, et servent notamment au nettoyage du système tégumentaire. Pour cette raison, elles sont en mouvement constant, et mordent tout objet étranger qu'elles rencontrent.

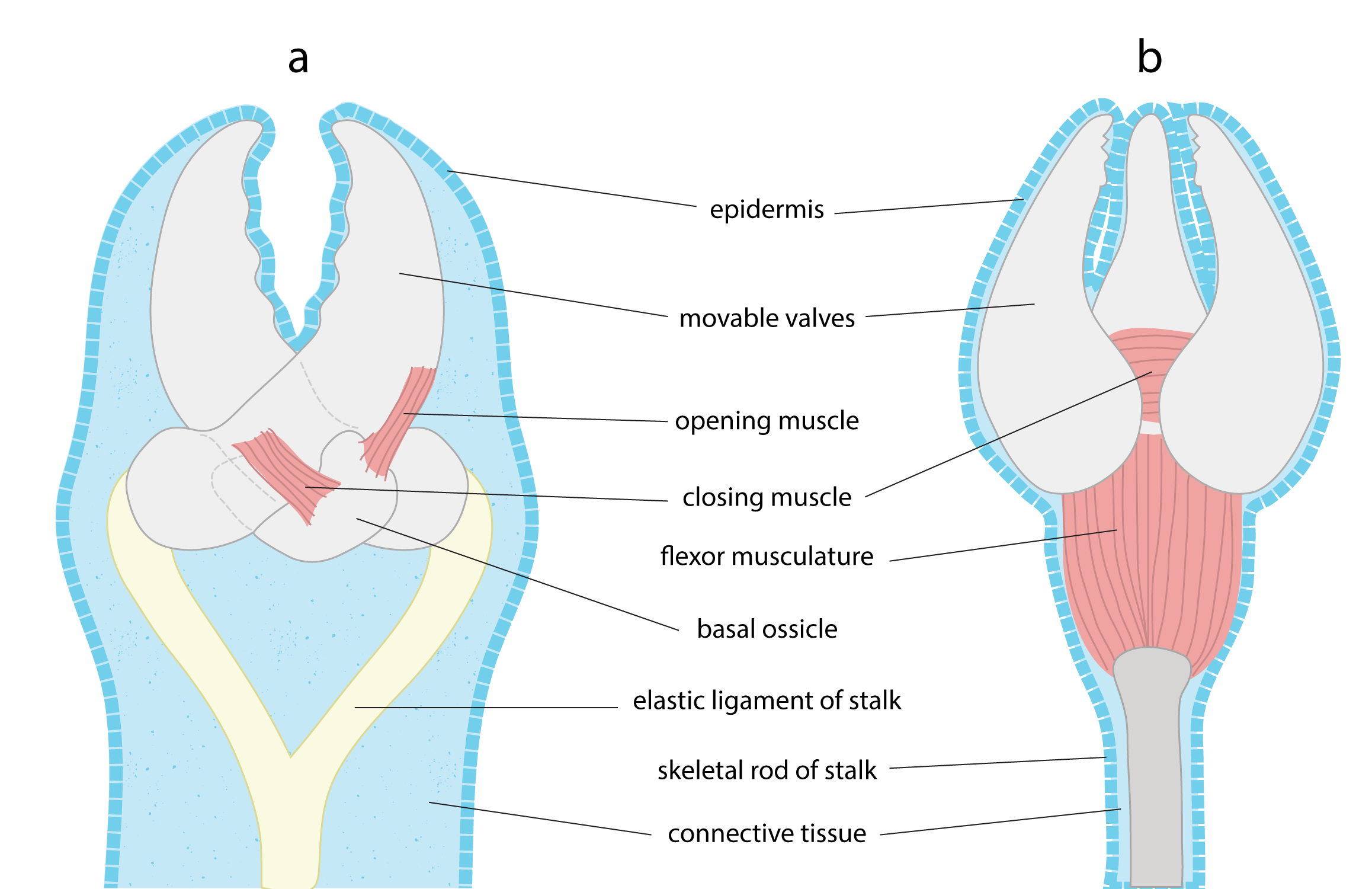
Morphologie comparée de pédicellaires d'étoile de mer et d'oursin.

### Chez lesétoiles de mer

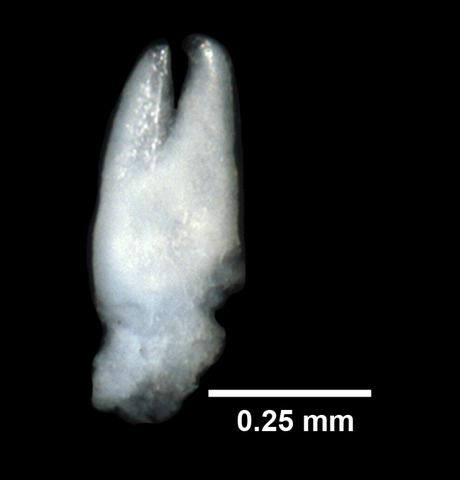
Pédicellaire en ciseau d'une Asterias rubens.

Il existe deux types principaux de pédicellaires chez les étoiles de mer : forceps (en mâchoires à trois pièces, typiques des étoiles de l'ordre des Forcipulatida) ou bivalves (notamment chez les familles Goniasteridae et Oreasteridae). Des formes plus exotiques existent ponctuellement, et sont appelées « cholocariformes ».
Les pédicellaires des étoiles de mer ne sont presque jamais pédonculés, et parfois réduits à une petite mâchoire calcaire enchâssée dans l'épiderme. La fonction des pédicellaires est encore obscure chez de nombreuses espèces d'étoiles de mer. 
Cependant, plusieurs espèces sont munies de pédicellaires puissants et nombreux, dont elles se servent pour attraper des proies nageuses (plancton, crustacés, parfois de petits poissons), comme Stylasterias forreri ou toutes les espèces de l'ordre des Brisingida.

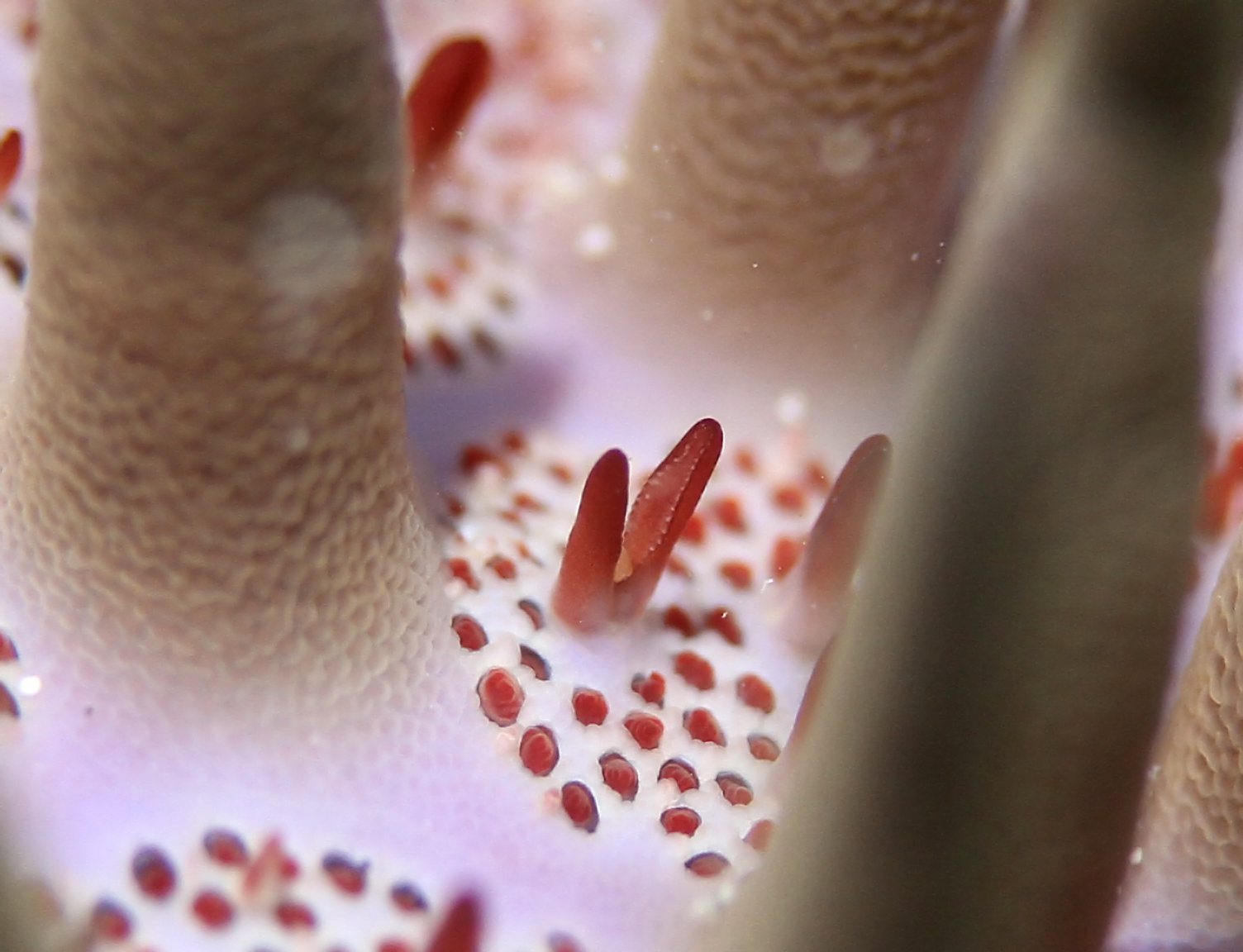
Pédicellaire en ciseau d'une Acanthaster Planci.
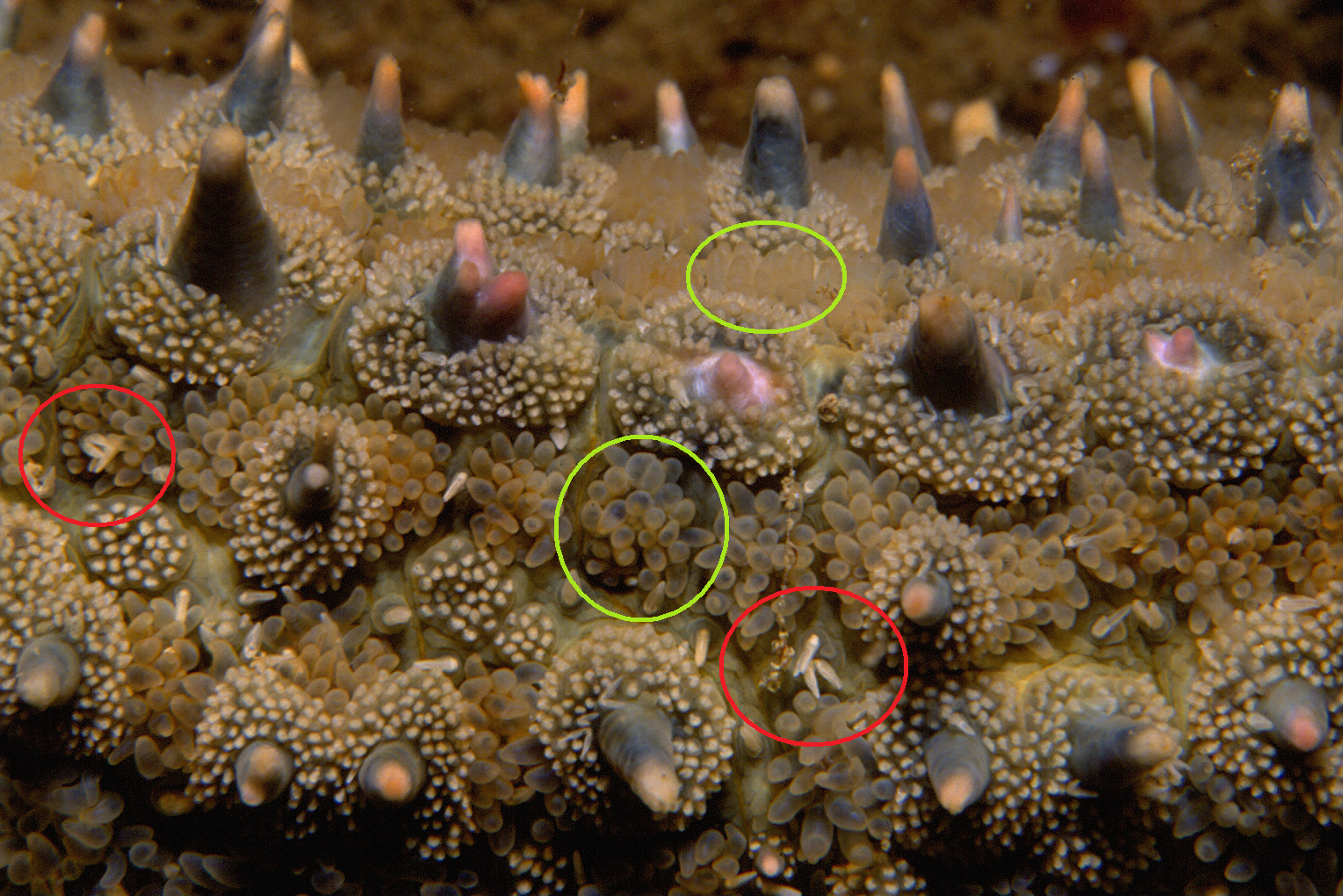
Bras de Marthasterias glacialis : Les gros pédicellaires sont entourés en rouges, et les épines dermiques sont protégées par des touffes de plus petits. (en jaune, les papules respiratoires)
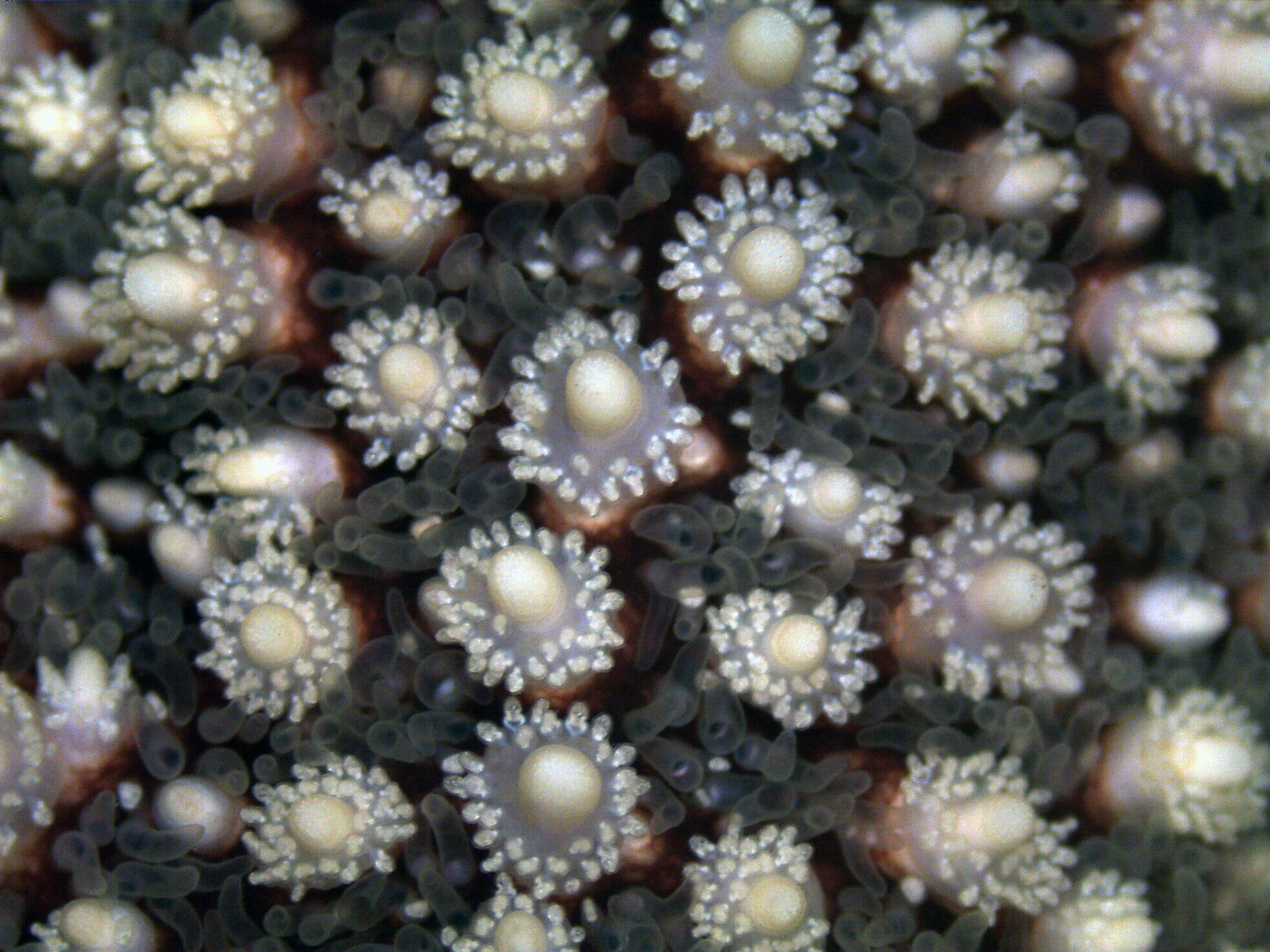
Gros plan sur un bras d'Asterias forbesi : les épines dermiques sont entourées de pédicellaires.
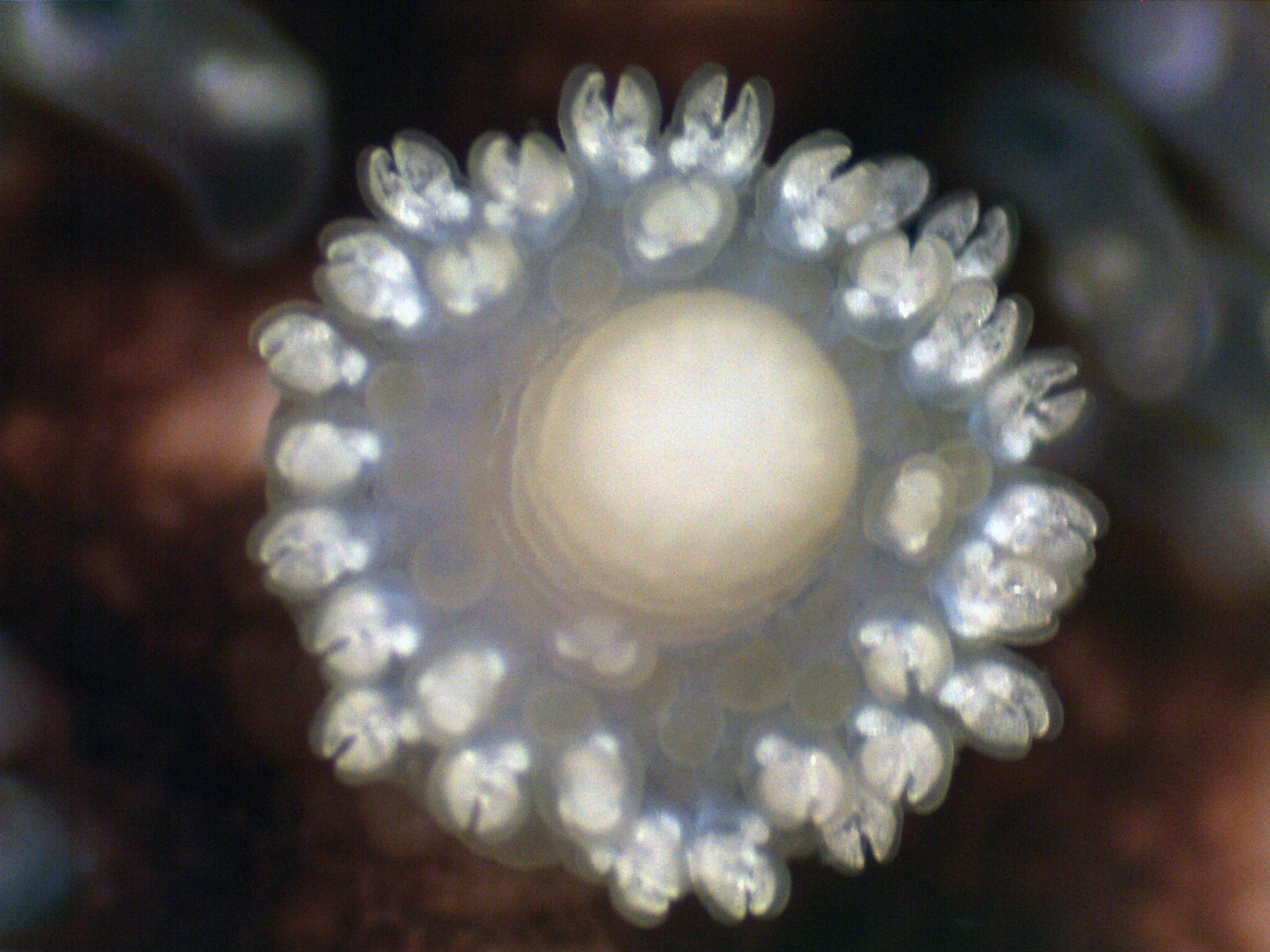
Encore plus gros plan.
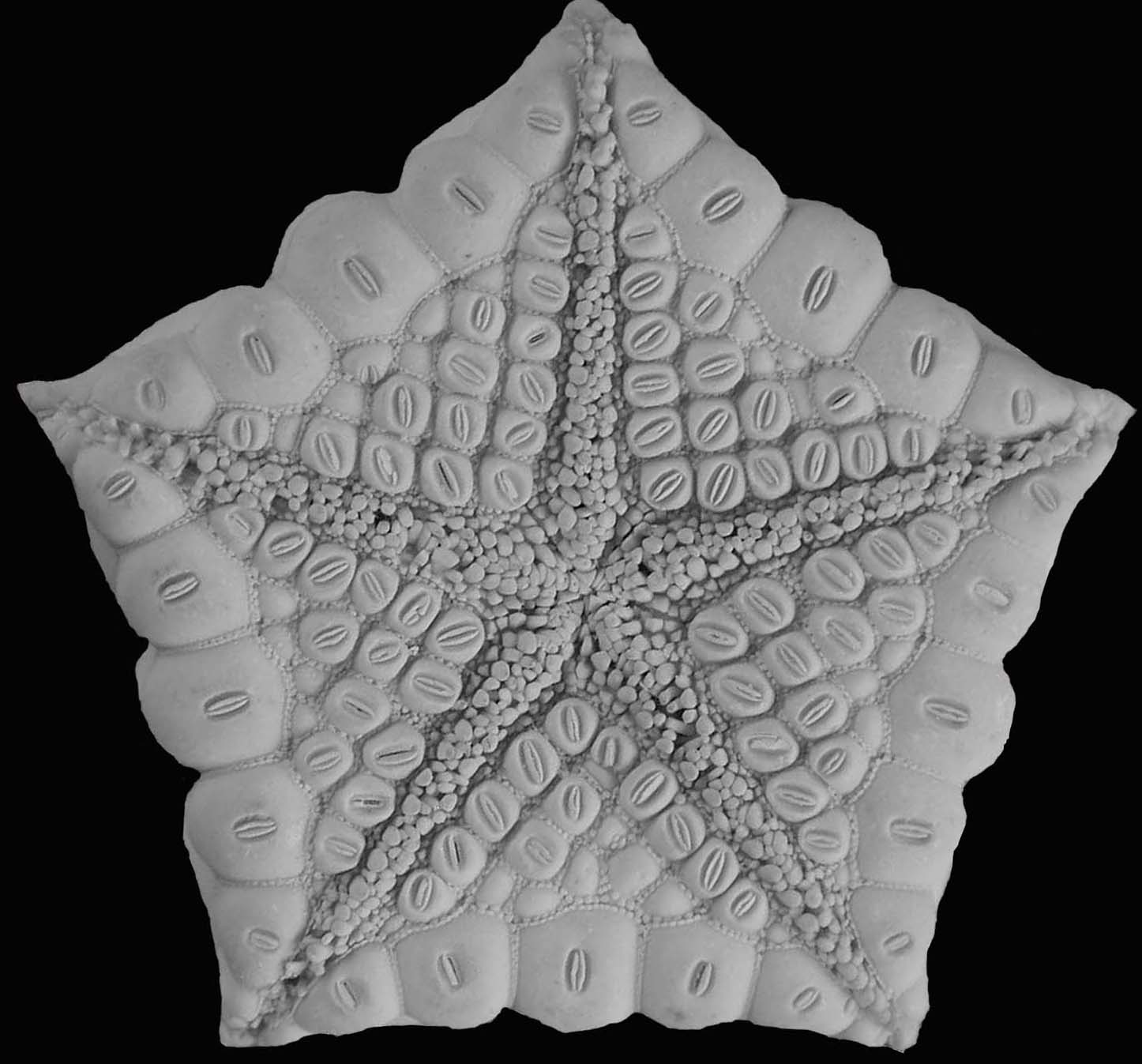
Face orale d'Akelbaster caledoniae : cette espèce possède de gros pédicellaires bivalves sur presque toutes les plaques squelettiques
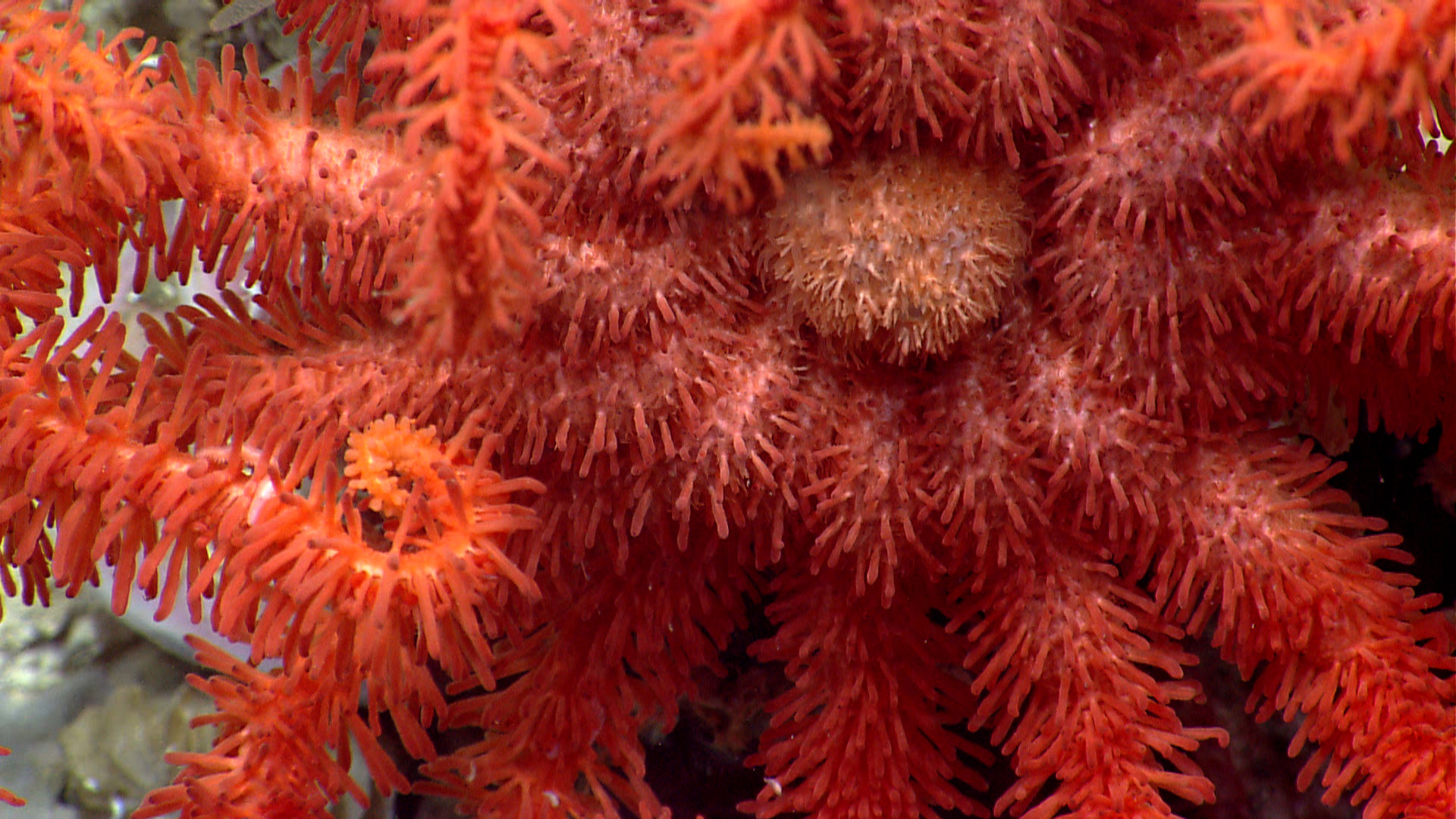
Gros plan sur une brisingidée : ces étoiles sont couvertes de gros pédicellaires servant à piéger le plancton.

### Chez lesoursins

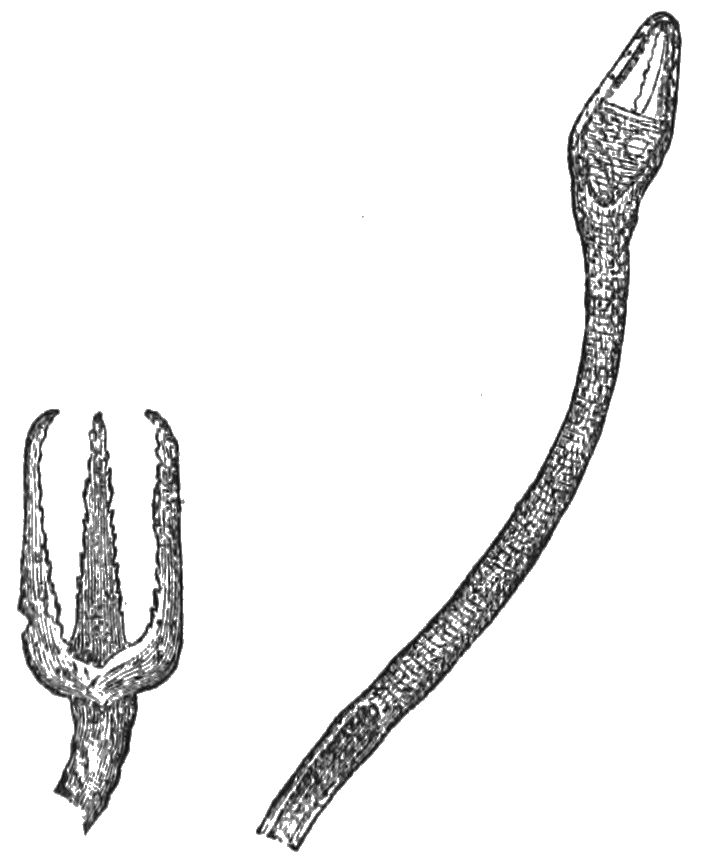
Pédicellaire d'oursin à 3 mors.

Il en existe quatre formes principales chez les oursins : dactyles, ophiocéphales, foliés ou globifères. Les plus communs sont les dactyles, pourvus comme leur nom l'indique de structures ressemblant à des doigts, formant suivant leur nombre un « forceps » ou des « ciseaux ». Le type forceps contient 3 mors qui forment une pince à trois côtés. Le type ciseaux, ne contient que 2 mors agissant comme une paire de ciseaux. Les pédicellaires foliés, de petite taille, ne se rejoignent pas distalement ; les ophiocéphales sont en forme de tête de serpent et se trouvent souvent sur le péristome, et les globifères, plus rares, sont piriformes et souvent pourvus de glandes à venin. Ces pédicellaires sont généralement pédonculés, et parfois très allongés.
Chez certaines espèces (famille des Toxopneustidae), des pédicellaires globifères ont évolué pour devenir venimeux, et peuvent servir à la chasse ou à la défense, supplantant ainsi les radioles (les « piquants »). C'est notamment le cas chez le dangereux oursin fleur, dont le corps est recouvert par une importante densité de très gros pédicellaires extrêmement venimeux et en forme de corolles, auxquels il doit son nom, et capables d'infliger de dangereuses blessures à un humain. Pour se protéger des prédateurs, les Tripneustes gratilla semblent quant à eux capables de projeter un nuage de pédicellaires venimeux dans l'eau.

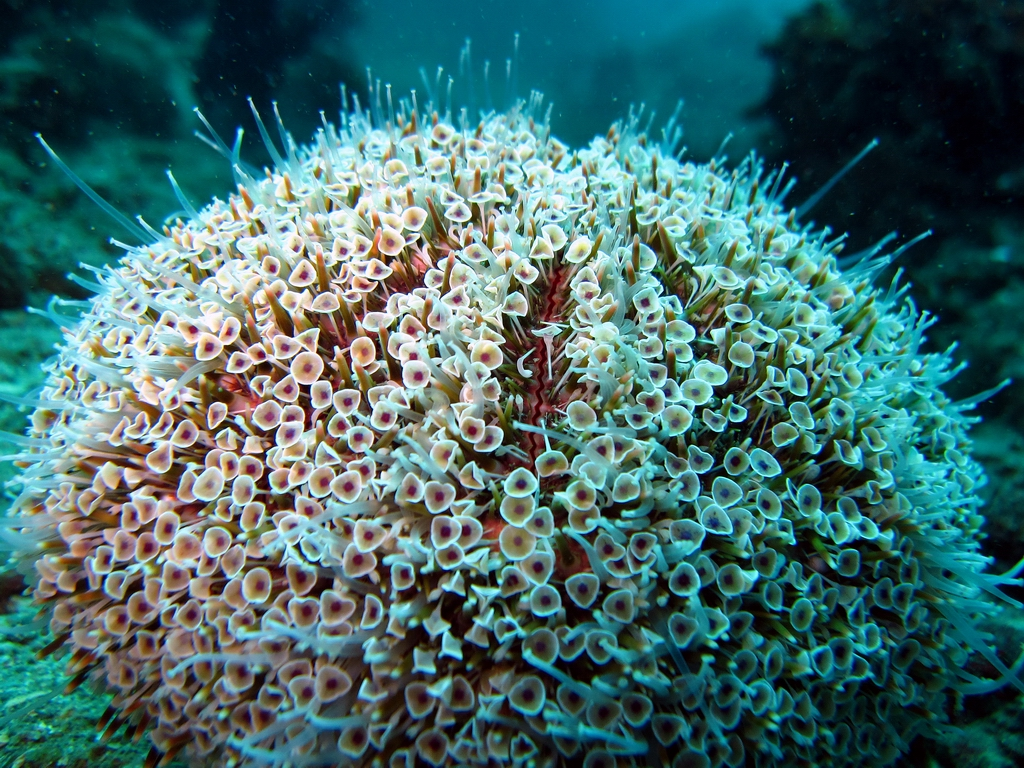
Le dangereux oursin fleur à Taiwan, et ses longs pédicellaires venimeux.
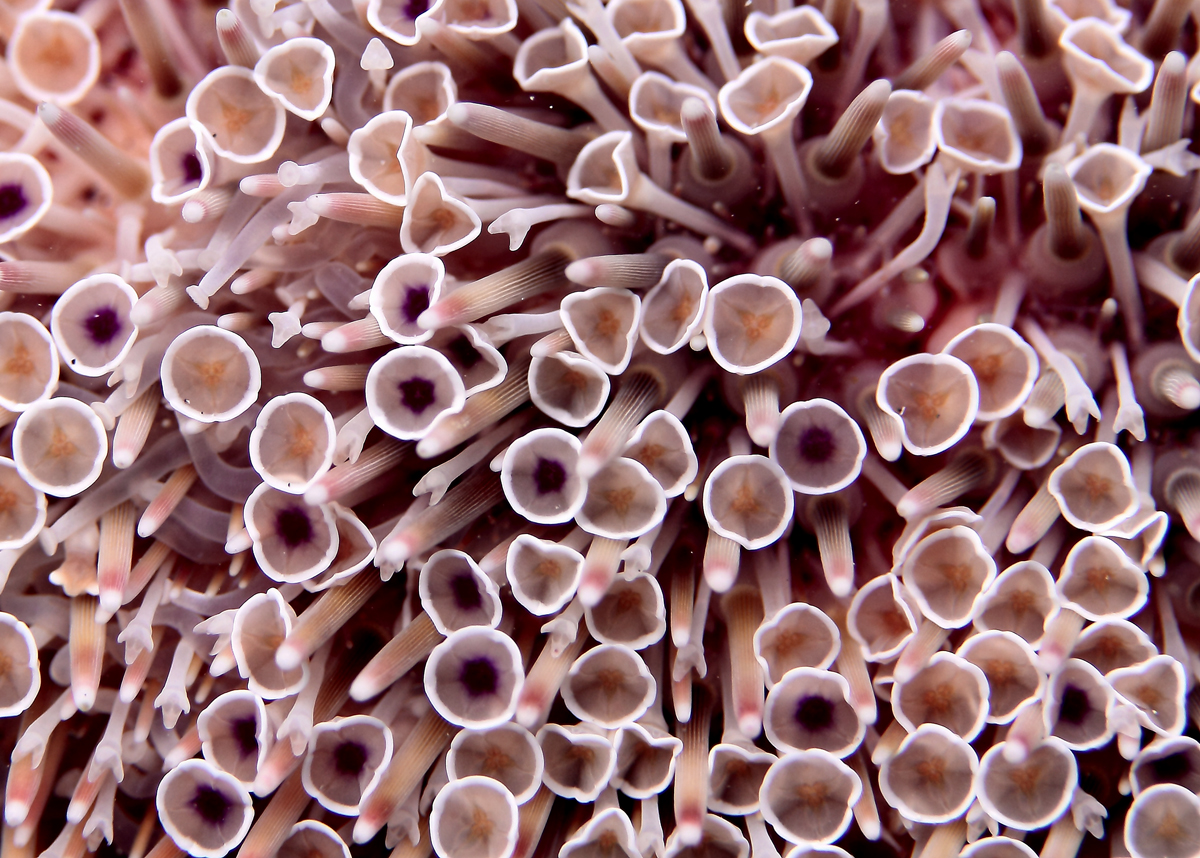
Gros plan sur les pédicellaire en corolle d'un oursin-fleur.
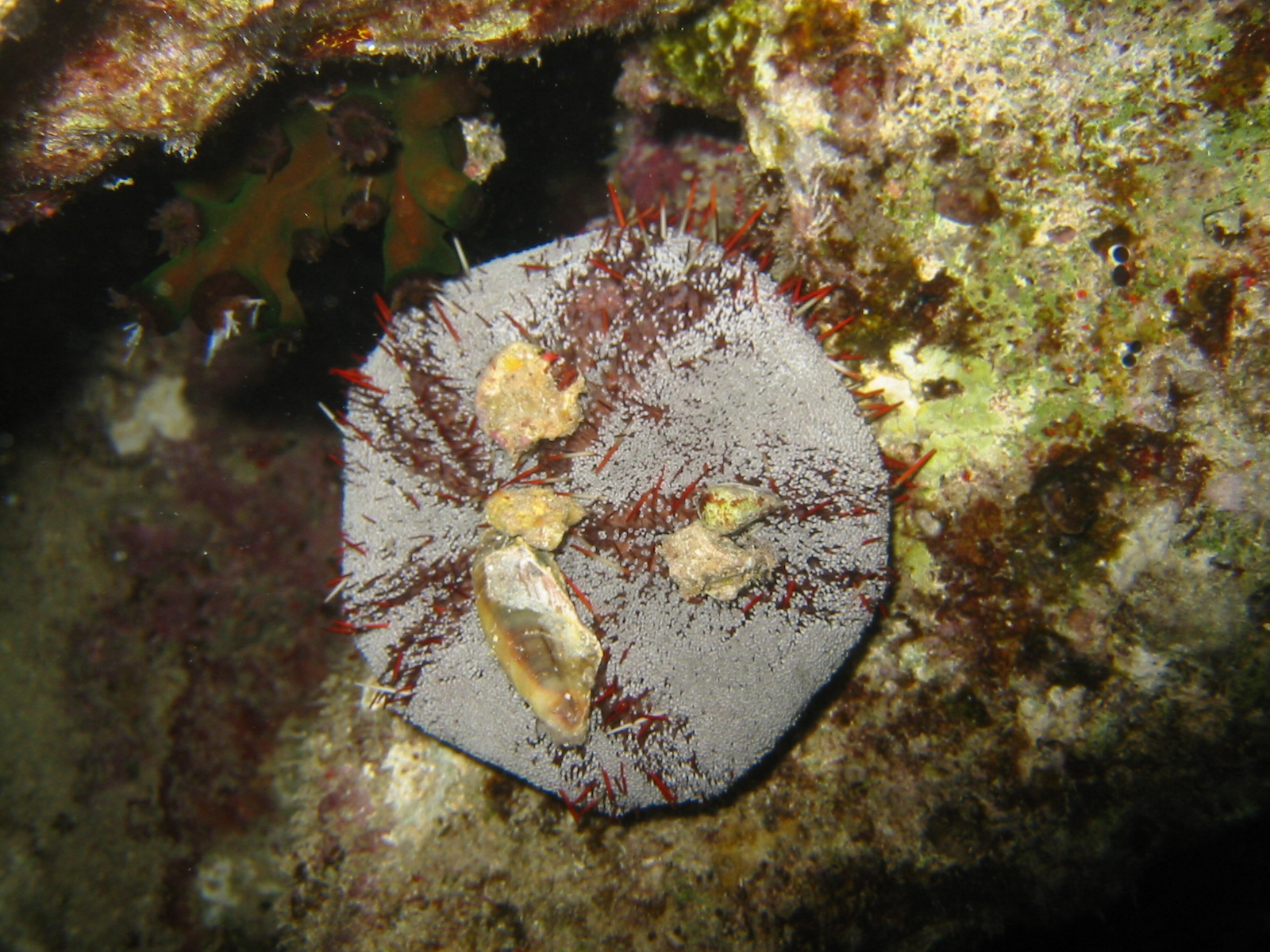
L'oursin-mitre est lui aussi couvert de pédicellaires venimeux, mais moins dangereux.

## Présence ou absence
Cet organe n'est pas présent chez toutes les espèces d'échinodermes, et seules certaines espèces d'étoiles de mer et la plupart des oursins peuvent apparemment en porter, ainsi que, chez les ophiure, l'ordre des Euryalida. 
La présence ou non et le type de pédicellaire constituent des apomorphies discriminantes pour la phylogenèse des échinodermes.